# Eunidia vageguttata
Eunidia vageguttata là một loài bọ cánh cứng trong họ Cerambycidae.